# SN 1955K
SN 1955K – supernowa odkryta 12 maja 1955 roku w galaktyce M+03-37-10. W momencie odkrycia miała maksymalną jasność 18,40m.